# Sasje van Dierendonck
Het Sasje van Dierendonck, ook Sasje van de Oostvaart of Oostsluis genoemd is een kleine schutsluis ten oosten van Nieuwpoort-Stad. Het sasje verbindt de Slijkvaart met de Veurnevaart en zo de afwateringswaterlopen van de polder met de scheepvaartkanalen. 

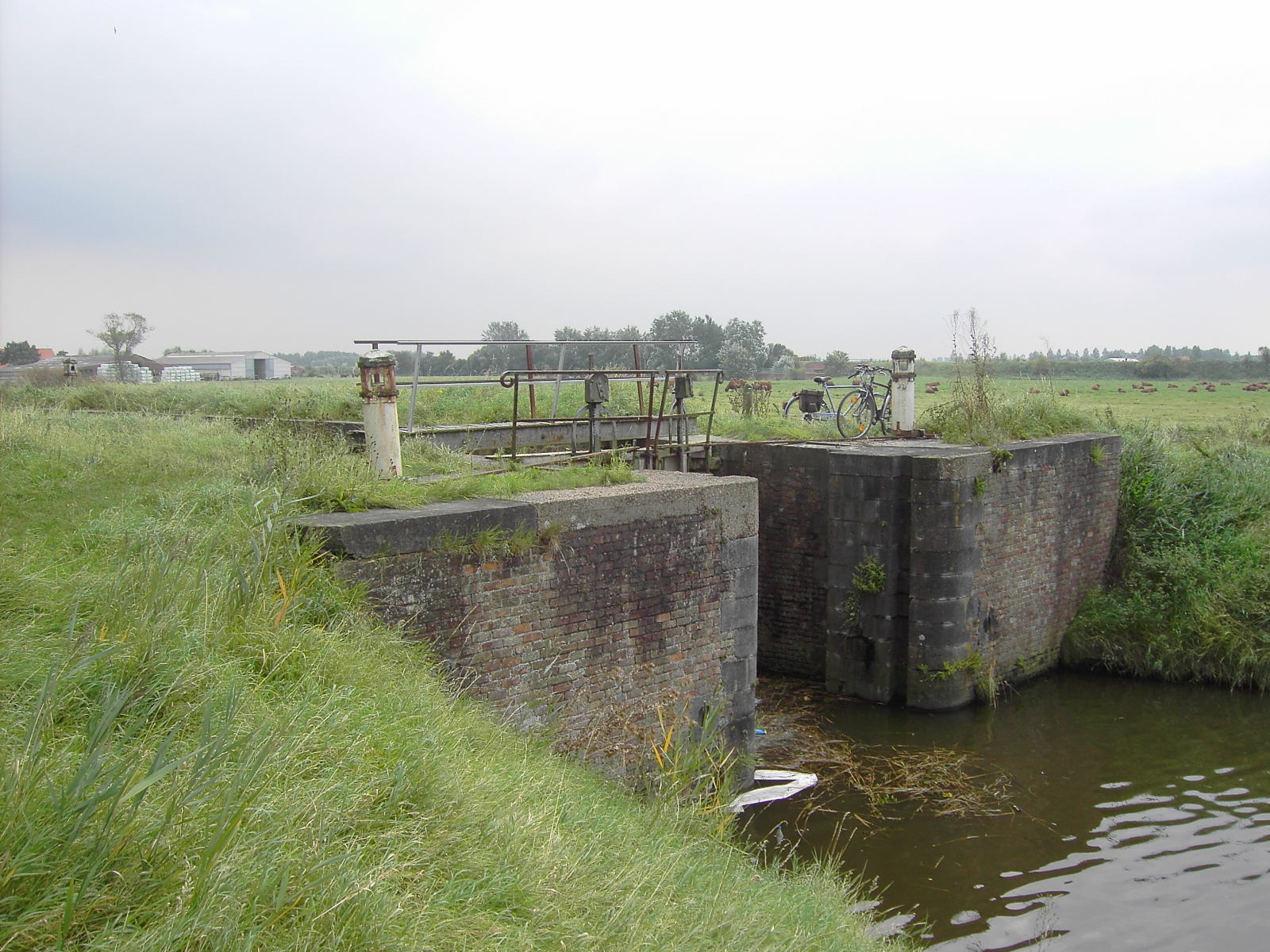
De monding van het Sasje van Dierendonck in de Veurnevaart

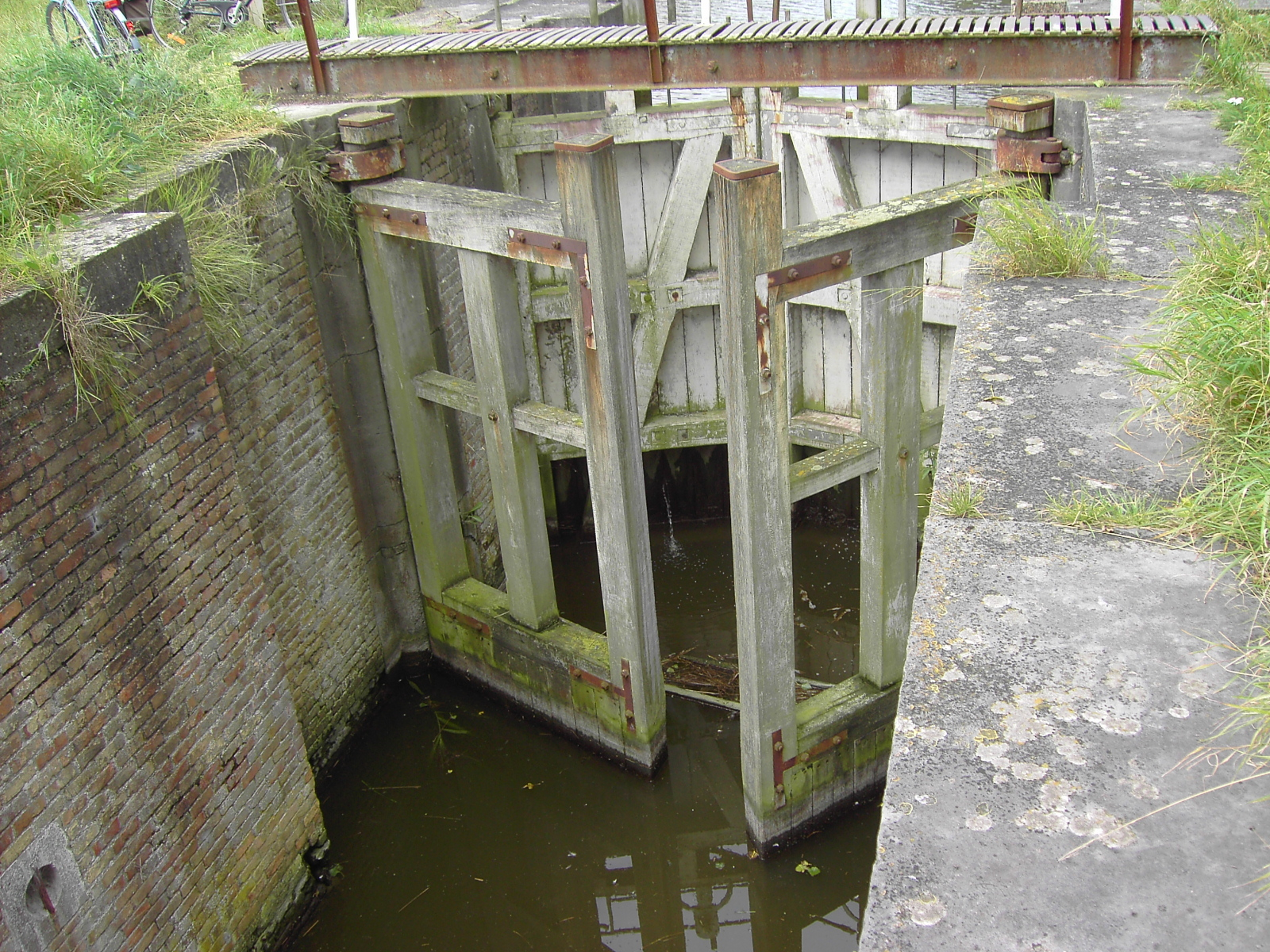
Steekdeuren, onderaan met planken en bovenaan open

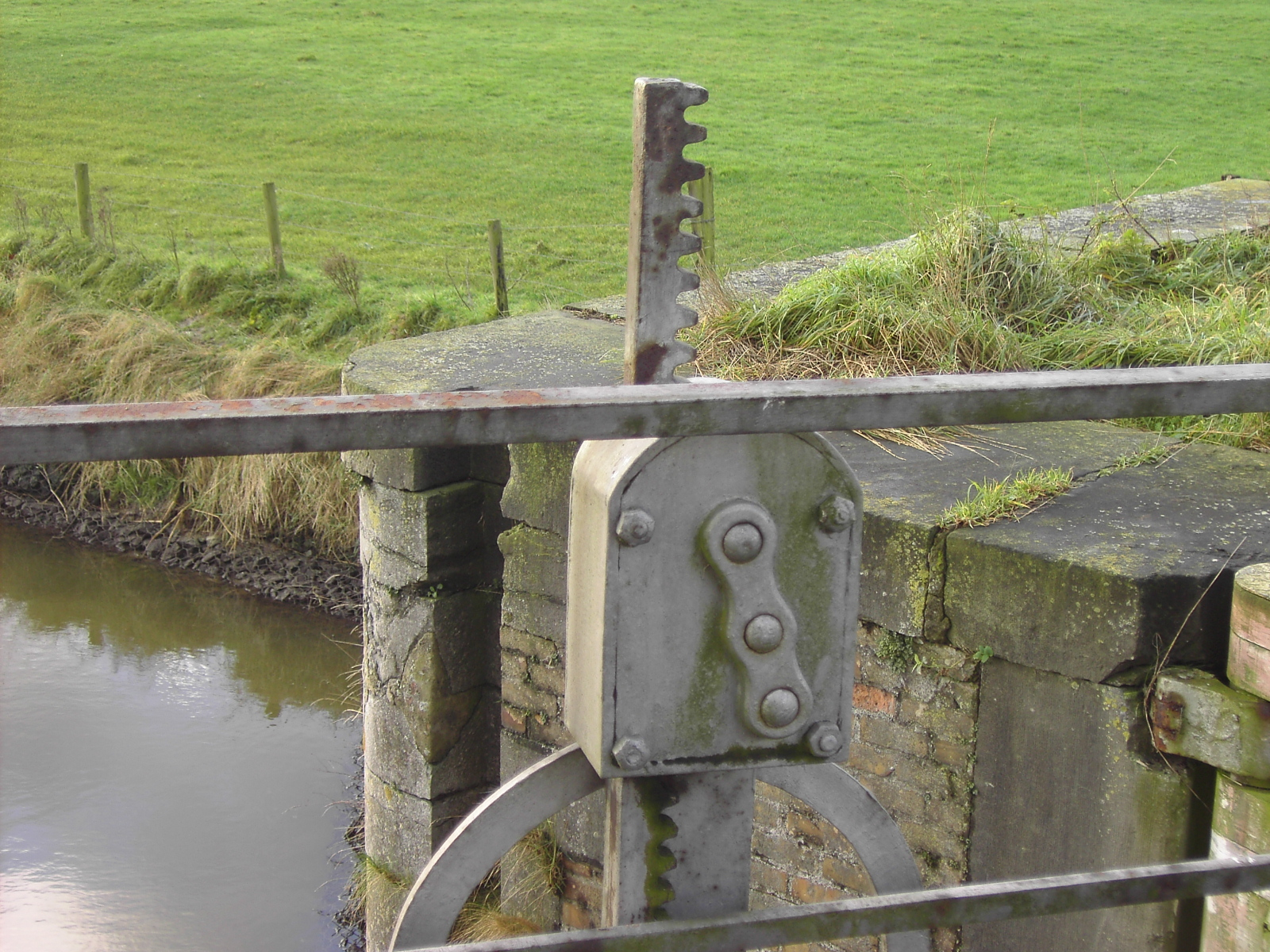
Tandwielkast boven op een vleugel van de bovendeur om een rinket te openen of te sluiten. In de wand van de sluis een sponning voor schotbalken

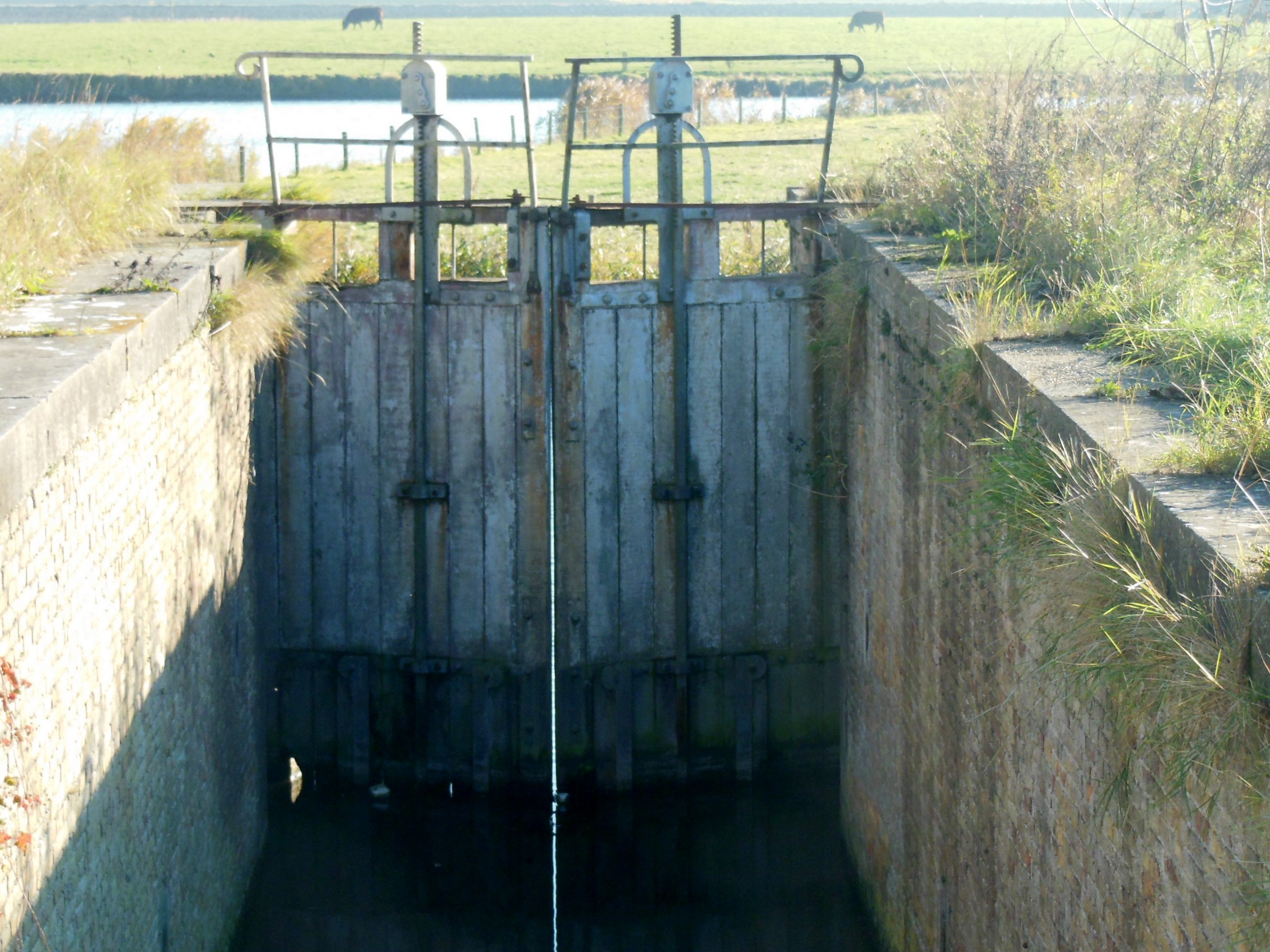
De gesloten bovendeur van de schutkolk met op de achtergrond de Slijkvaart

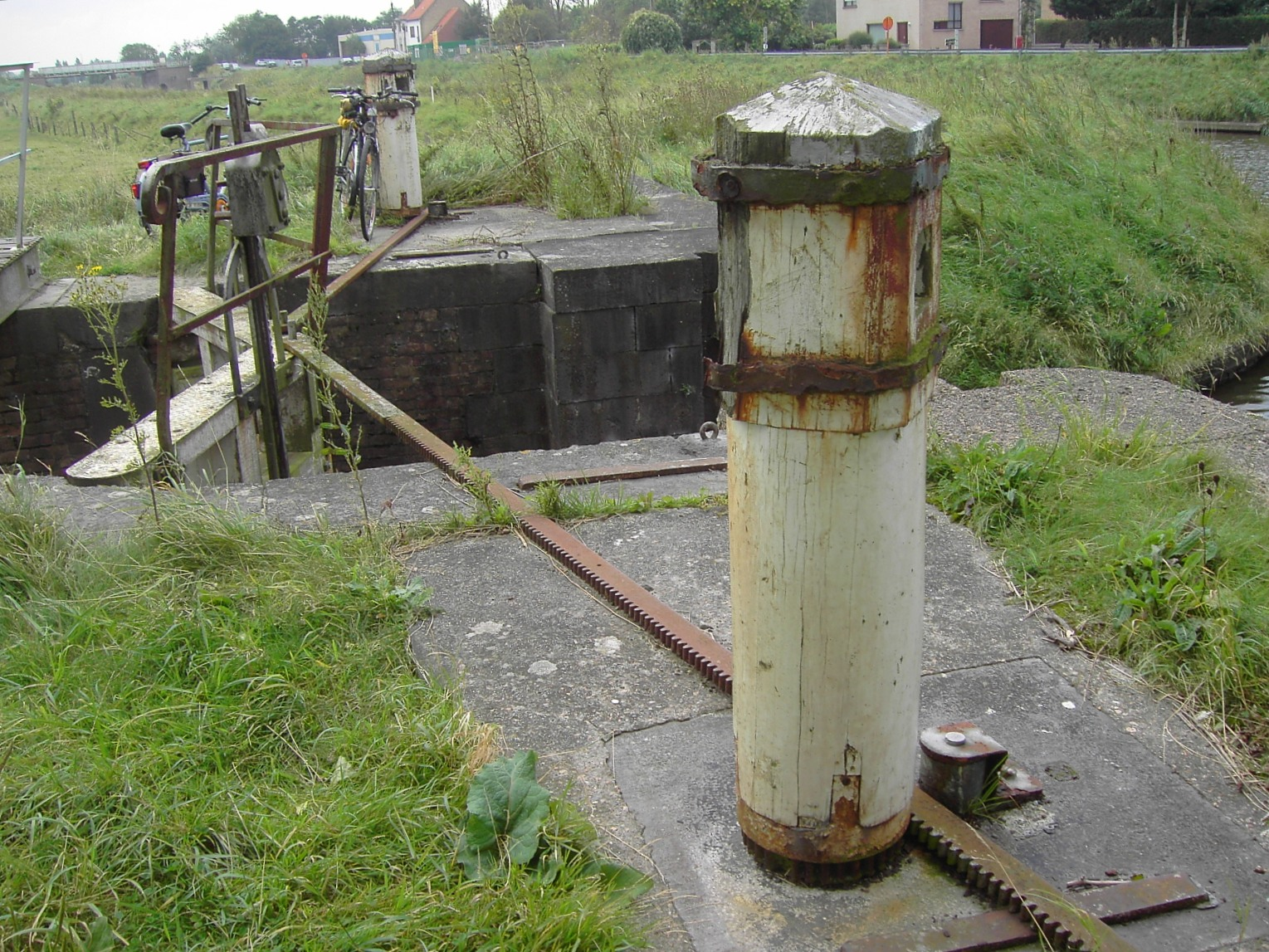
Een kaapstander en heugelstang om een vleugel van de benedendeur te openen en te sluiten. De benedendeur sluit op een punt richting Veurnevaart. In de wand van het sas de muurkast waarin de deurvleugel desgewenst kan verankerd worden

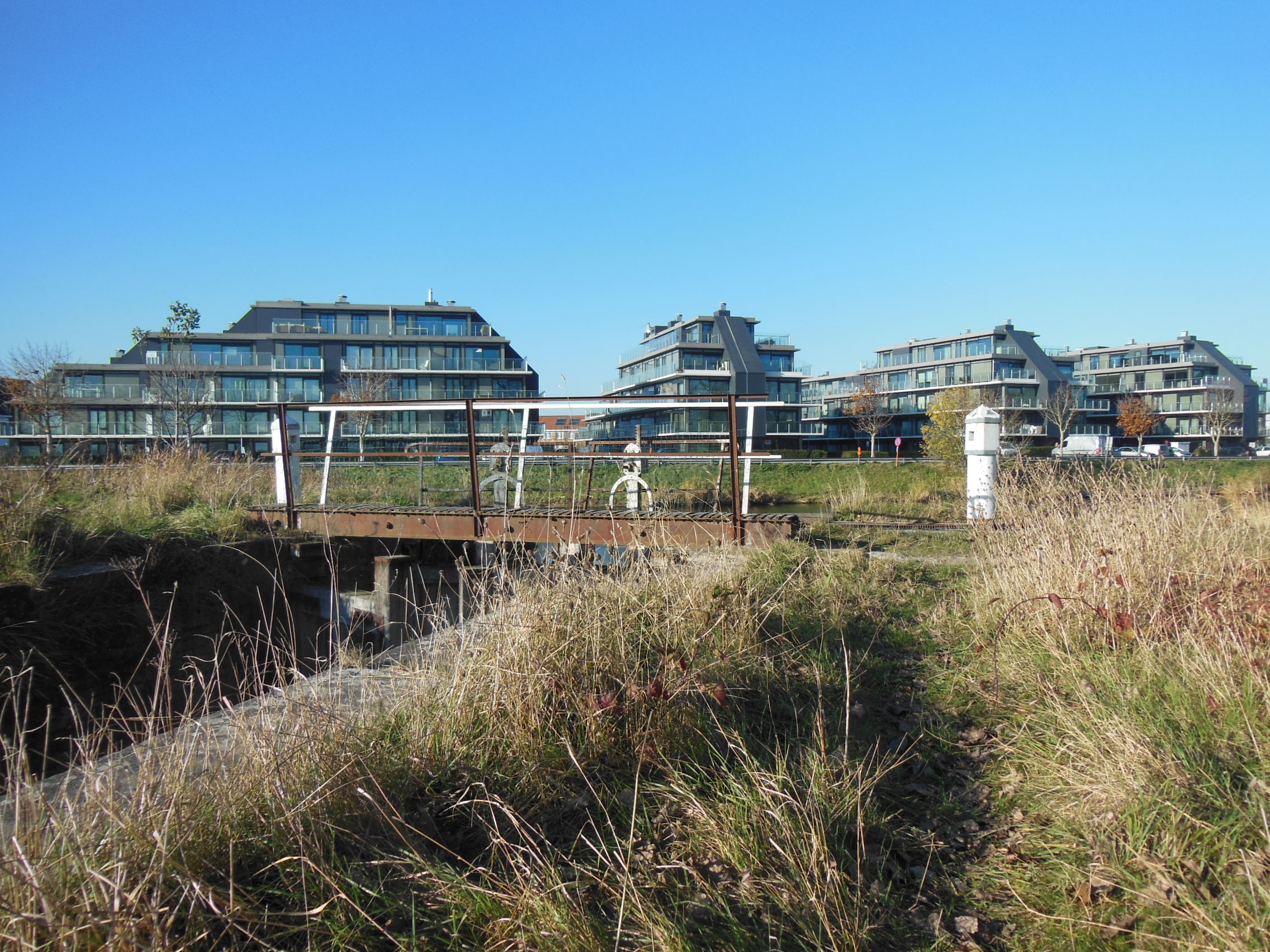
Loopbruggetje over het sas en een kaapstander. Op de achtergrond flatgebouwen langs de Pieter Deswartelaan

## Ontstaan[1]
In de 13de eeuw werden de polders in een wijd gebied rond Nieuwpoort ontwaterd langs geulen en vaarten die uiteindelijk bij Nieuwpoort in zee uitmondden. Die geulen en vaarten werden ook druk gebruikt voor handelsscheepvaart. Drie zeewerende sluizen op de voornaamste vaarten rond Nieuwpoort verzekerden de verbinding tussen de vaarten onderling en de getijdenkreek van de IJzer en de open haven van Nieuwpoort. Buiten de Westsluis en de Lekesluis ten westen van Nieuwpoort was er aan de Oostkant van Nieuwpoort, op de Slijkvaart, een derde sluis: de Oostsluis. De Oostsluis diende vooral voor de afwatering van de streek ten zuidoosten van de stad, maar werd ook gebruikt door kleinere schuiten van polderboeren en handelaars op weg naar Nieuwpoort.
In de 17de eeuw telde de havenkom van Nieuwpoort drie zeewerende schutsluizen, die tevens belangrijke uitwateringssluizen waren: de sluis op de IJzer of Iepersluis die verplaatst was van Nieuwendamme naar de havenkom, de sluis op de Lekevaart die het begin was van de vaart richting Plassendale en de Oostsluis die toen ook de vaart naar Duinkerke ontving.
In de tweede helft van de 19de eeuw werd het net van vaarten en kanalen gemoderniseerd. De Ganzepoot kreeg zijn huidig uitzicht. De Plassendalevaart, de Veurnevaart en de Lovaart werden ingedijkt en hun waterpeil verhoogd om grotere schepen toe te laten. 0ntwatering werd goeddeels gescheiden van scheepvaart. De polder ten zuidoosten van Nieuwpoort, Veurne-Ambacht, kwam als het ware in een kom te liggen. Op de geulen en vaarten van die polder voeren nog altijd kleinere schepen, platbodems, voor de landbouw en industrie en om de omliggende handelscentra te bereiken. Om die scheepjes toegang te geven tot de vaarten met verhoogd waterpeil werden drie poldersasjes gebouwd. Het Sasje van Dierendonck, op de plaats van de aloude Oostsluis, is een van die poldersasjes. Het dateert van 1895.
Na de Eerste Wereldoorlog kreeg het sasje zijn huidig uitzicht en dan raakte het in de vergetelheid.

## Beschrijving[4]
De schutkolk van het Sasje van Dierendonck is 3,32 meter breed en 22,2 meter lang. Die afmetingen werden bepaald op basis van de afmetingen van de platbodem scheepjes die op de poldervaarten voeren.
Aan de kant van de Veurnevaart wordt de kolk afgesloten door een vloeddeur, de benedendeur, bestaande uit twee vleugels die sluiten op een punt richting Veurnevaart. Het waterpeil van de Veurnevaart is immers hoger dan het waterpeil dat aangehouden wordt in de polder.
Achter de benedendeur bevindt zich een ebdeur. Het is een steekdeur, een sasdeur met onderaan planken en bovenaan open. De steekdeur bestaat uit twee vleugels die sluiten op een punt in de richting van de polder.
Aan de kant van de polder wordt de kolk afgesloten door een vloeddeur, de bovendeur, bestaande uit twee vleugels die sluiten op een punt richting Veurnevaart.
In een nis in de wand van de schutkolk is een verticale staaf ingewerkt om een boot tijdens het schutten en rijzen of dalen van de waterspiegel te stabiliseren.
Voor alle deuren zijn in de wanden van het sasje muurkassen voorzien waarin de geopende deuren desgewenst kunnen verankerd worden.
Aan de boven- en benedenkant van het sasje, zijn sponningen voor schotbalken uitgespaard in de wanden.
Op de wal staan vier kaapstanders waarmee de deurvleugels via een heugelstang kunnen geopend of gesloten worden.
In de vier vleugels van de boven- en benedendeuren zitten rinketten om bij het schutten het waterniveau in de schutkolk tot de gepaste hoogte te laten stijgen of zinken. Bovenop elke deurvleugel staat een handbediende tandwielkast om het rinket te openen of te sluiten. De smalle deuren waarover de sassenier naar de tandwielkast moet lopen zijn voorzien van een leuning.
Ter hoogte van de benedendeuren ligt een loopbruggetje over het sas.

## Tijdens de Eerste Wereldoorlog
Het Sasje van Dierendock heeft geen rol gespeeld bij de inundatie van oktober 1914 omdat het onbekend was bij de plannenmakers en hun aangewezen raadgevers, de sluismeester en de ingenieurs van “Bruggen en wegen”, afwezig waren. Dat had nochtans gekund.
Men had de vloeddeuren van het Veurnesas kunnen openzetten en verankeren in de muurkassen. Tegelijk had men de ebdeuren kunnen vrijmaken van de apparatuur waarmee ze geopend en gesloten worden. Bij vloed zou het zeewater voorbij de verankerde vloeddeuren in het sas gestroomd zijn, de vrij beweegbare ebdeuren open geduwd hebben en in de Veurnevaart gestroomd. Bij eb had het niet kunnen terug naar zee stromen, want het terugstromend water zou de ebdeuren gesloten hebben. Wanneer men de vloeddeuren van het Sasje van Dierendock had verankerd in de muurkassen en de ebdeuren (steekdeuren) los laten draaien, zou het zeewater door het sasje in de polder gestroomd zijn en daar opgehouden. Het teveel aan zeewater, komend van het bredere Veurnesas, dat niet direct door het smalle Dierendocksasje kon, zou de Veurnevaart verderop gevuld hebben en bij eb zou dat water teruggestroomd zijn en alsnog door het sasje naar de polder. Dat maneuver had continu kunnen doorgaan zonder verdere menselijke tussenkomst.